# Алексеевское (Даниловский район)
Алексеевское — деревня в Даниловском районе Ярославской области  России. В рамках административно-территориального устройства входит в Семивраговский сельский округ Даниловского района, в рамках организации местного самоуправления включается в Дмитриевское сельское поселение Даниловского  муниципального района.

## География
Расположена в 14 км на запад от центра поселения села Дмитриевское и в 28 км на юго-запад от райцентра города Данилова.

## История
Церковь в селе была сооружена в 1785 году помещиком Шубиным. Престолов в ней было три: Тихвинской Божьей Матери, Св. Пророка Илии и Святителя и Чудотворца Николая. 
В конце XIX — начале XX века село входило в состав Сандыревской волости Романово-Борисоглебского уезда Ярославской губернии.
С 1929 года деревня входила в состав Семивраговского сельсовета Даниловского района, с 2005 года — в составе Дмитриевского сельского поселения.

## Население
| 1859 | 2002 | 2007 | 2010 |
| ---- | ---- | ---- | ---- |
| 35   | ↘3   | ↘2   | ↘1   |

## Инфраструктура
Личное подсобное хозяйство с зоной сельскохозяйственного использования, индивидуальная застройка усадебного типа.

## Транспорт
Просёлочные дороги.